# Nona (mitologia)

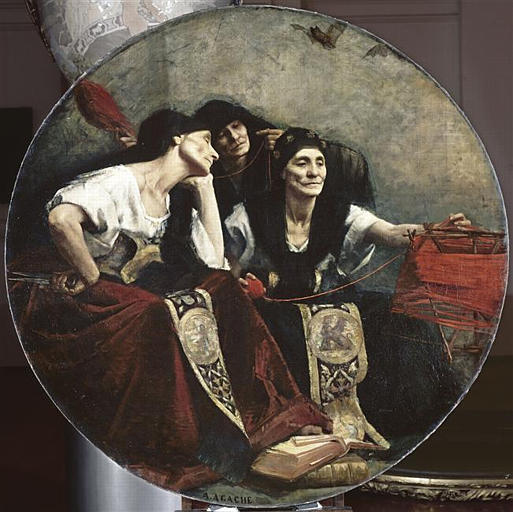
Parki (mal. Alfred Agache, ok. 1885)

Nona – w mitologii rzymskiej jedna z trzech Parek, personifikacji przeznaczenia, którym w mitologii greckiej odpowiadały Mojry. 
Jako odpowiedniczka greckiej Kloto Nona przędła nić żywota z kądzieli na wrzeciono. Jej imię oznacza "Dziewiąta". Wzywały jej ciężarne kobiety przed porodem.